# Séquence de Bouma
Pour les articles homonymes, voir Bouma.

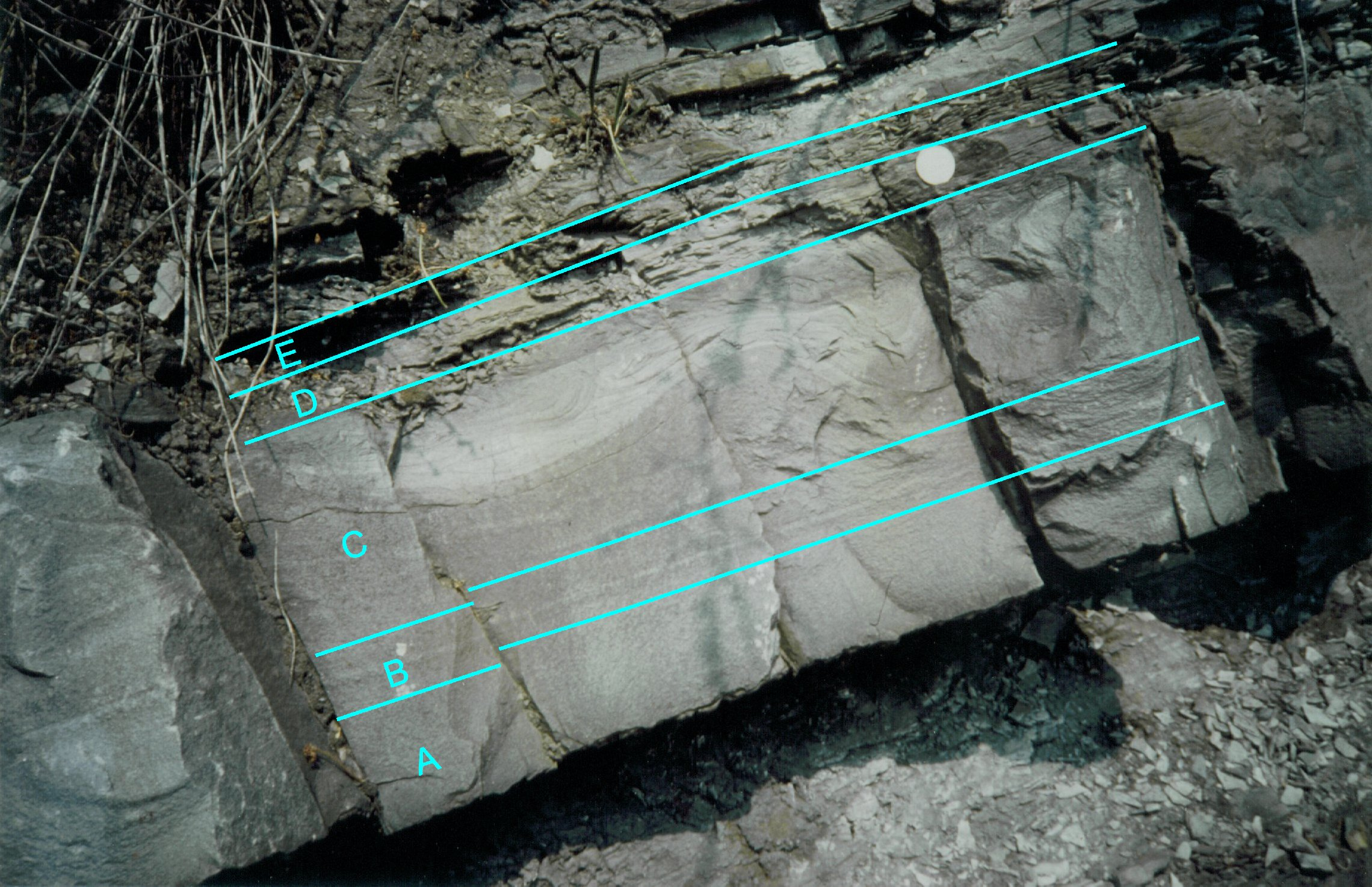
Turbidite datée du Devonien (Allemagne) montrant la séquence de Bouma complète.

La séquence de Bouma est une superposition caractéristique de structures sédimentaires héritée d'une mise en place des sédiments sous forme de turbidites de faible densité. 

## Formation
Les sédiments sont déposés à partir d'un courant gravitaire de matériaux, relativement dilué, en suspension hydrodynamique dans une masse d'eau qu'ils entraînent et qui les porte. Le dépôt se réalise progressivement quand la dynamique de ce mélange ne permet plus aux éléments d'être entraînés, et qu'ils sédimentent. Les caractéristiques de la mise en place particulière de couches et de structures de dépôt qui en résultent, se retrouvent fossilisées au sein des strates ainsi engendrées, que l'on reconnaît dans divers affleurements de roches sédimentaires. Ainsi, elles signent l'origine singulière de ces strates, qui impliquent des déplacements latéraux de matière, par rapport à des strates de sédimentation classique, déposition en place, n'impliquant qu'un déplacement vertical des matériaux (sous forme de pluies de particules).
Les écoulements gravitaires de forte densité provoquent une structuration différente, dont l'idéalisation constitue la séquence de Lowe (en).
Du point de vue géodynamique, on trouve principalement de telles structures dans des formations déposées en milieu marin, majoritairement en environnement de marge passive, au niveau de la paléo-plaine abyssale à distance plus ou moins grande du talus continental source de la majorité des matériaux transportés. On retrouve aussi cette séquence de dépôt dans des sédimentations en eau douce, fossilisée dans des dépôts lacustres.
Cette séquence décrit une succession granulométrique idéale des sédiments, qui se déposent différentiellement. Traditionnellement, on distingue cinq couches de compositions spécifiques, nommées de a à e, a étant gravitairement au fond de cette couche sédimentaire et e en surface. La séquence de Bouma traduit une composition canonique ; on trouve rarement réunies les cinq couches sur un même affleurement géologique.

## Composition
(Voir aussi le paragraphe correspondant dans l'article sur les turbidites).
- zone "e" : couche issue de boues fines, massive, ne présentant pas de reliefs particuliers, ni de structuration ; ces boues sont souvent d'origine biologique (biogéniques) formant avant diagenèse un matériau peu dense ;
- zone "d" : argilite finement laminée en strates parallèles (et donc fines), correspondant à des dépôts successifs de particules argileuses ;
- zone "c" : grès en strates entrecroisées, issu de sable déposé et structuré sous l'effet de courants très locaux ;
- zone "b" : grès en strates parallèles, plus ou moins granoclassées ;
- zone "a" : grès composé de grains plus grossiers, non classés (de tailles variées), apportés par la partie la plus dynamique du courant de turbidité, formant une couche non structurée lors du dépôt, et signant la sédimentation rapide d'un écoulement dense.

## Sources
- Arnold H. Bouma, Sedimentology of some Flysch deposits;: A graphic approach to facies interpretation, Elsevier, 1962, 168 pp. ;
- (en) « Bouma sequence », sur Schlumberger Oilfield Glossary (en) (consulté le 16 novembre 2017).